# Шульман Леонід Маркович
Шульман Леонід Маркович (23 грудня 1936, Київ — 5 жовтня 2007, Київ) — український та радянський астрофізик, публіцист та громадський діяч. Спеціаліст із фізики комет. Доктор фізико-математичних наук. Перший голова колегії Народного Руху України з науки.
Основні праці Л. М. Шульмана стосуються теоретичної астрофізики. Він є автором циклу праць з теорії ядер, атмосфер комет та їхньої еволюції.
На честь Леоніда Шульмана та його дружини Галини Кирилівни Назарчук мала планета № 4187 отримала назву Шульназарія.

## Біографія
Народився 23 грудня 1936 року в Києві. Батько — Марк Шульман, мати — Євгенія Сорока.
У 1959 році закінчив Київський університет (кафедра астрономії та фізики космосу).
Деякий час працював лектором у Київському планетарії.
У 1960 році увійшов до новосформованої групи теоретиків астрофізиків у відділі астрофізики ГАО НАН України під керівництвом В. В. Профір'єва.
У 1983—1993 роках працював на посаді завідувача відділом експериментальної астрофізики ГАО НАН України.
у 1990 році отримав премію імені Ф. О. Бредіхіна за монографію «Ядра комет».
у 2007 році разом із Г. К. Назарчук (посмертно) та В. П. Таращук отримав премію НАН України ім. М. П. Барабашова.
Помер 5 жовтня 2007 року.

## Публікації
- Леонид Маркович Шульман. Динамика кометных атмосфер. Нейтральный газ. — Киев : Наукова Думка, 1972.
- Леонид Маркович Шульман. Ионно-молекулярные кластеры в ядрах комет. — Киев : ИТФ, 1981.
- Леонид Маркович Шульман. Ядра комет. — Москва : Наука, 1987.

## Статті та публікації за каталогом публікацій співробітників ГАО НАН України
1. Шульман Л. М., Иванова А. В., Черный Г. Ф. Инсоляция кометного кратера на этапе формирования пылевых выбросов.//Астрон. вестн.- 2009.- Т.43.- N 6.- C. 524—527.
2. Шульман Л. М., Чурюмов К. И. Кометы после космических миссий «Стардаст» и «Дип Импакт» и перед «Розеттой».//Материалы междунар. конф. «Околоземная астрономия- 2007», п. Терскол, Россия, 3-7 сент., 2007 г.- Нальчик.- 2008.- .- N .- C. 191—199.
3. Шульман Л. М., Иващенко Ю. Н., Петухов В. Н., Корсун П. П., Борисенко С. А., Еременко Н. А., Кириленко Д. Новый датчик изображения- фотодиодная КМОП матрица.//Тез.докл. Междунар.конф. «Околоземная астрономия- 2007», п. Терскол,3-7 сент. 2007.-Нальчик: КБНЦ РАН, 2007.- 2007.- .- N .- C. 44.
4. Шульман Л. М., Чурюмов К. И. Кометы после миссий STARDUST и DEEP IMPACT и перед миссией РОЗЕТТА.//Тез.докл. Междунар.конф. «Околоземная астрономия- 2007», п. Терскол,3-7 сент. 2007.-Нальчик: КБНЦ РАН, 2007.- 2007.- .- N .- C. 51.
5. Шульман Л. М. Активность комет на больших гелиоцентрических расстояниях.//Изв. КрАО.- 2007.- Т.103.- N 4.- C. 209—215.
6. Shulman L.M., Ivanova A.V. The temperature and sublimation regime in an active region of comets with CO, CO2 and H2O ice.//Abstr. Book of XXVIth IAU General Assembly, Prague, Czech Republic, Aug.14-25, 2006.- Paris.- 2006.- .- N Poster JD10-32.- P. 352.
7. Shulman L.M., Ivanova A.V. The effect of local topography and self- heating on the sublimation rate of cometary nuclei.//Adv. Space Res.- 2006.- V.38.- N is.9.- P. 1932—1939.
8. Шульман Л. М., Иванова А. В. Физическая модель активной области на поверхности кометы 81Р/ Wild-2.//Тез. докл. Восьмого съезда Астрон. общества и Междунар. симпоз. «Астрономия-2005: Состояние и перспективы», Москва, 1- 6 июня 2005г.// Тр./ ГАИШ; Т.78.- 2005.- .- N .- C. 85.
9. Shulman L.M., Ivanova A.V. The distribution of temperature in an active region for a comet with known parameters of rotation and orbit.//Kinematics and Physics of Selestial Bodies. Suppl.- K., 2005.- N5.- 2005.- .- N .- P. 509—512.
10. Shulman L.M. Light Scattering by Arbitary Particles. The Inverse problem.//Abstr. 12th Young Sci. Conf. on Astronomy and Space Physics, Kyiv, Apr. 19-23, 2005.- K., 2005.- .- N .- P. 28.
11. Шульман Л. М., Иванова А. В. Сравнительная характеристика температурного и сублимационного режима кометного ядра при наличии и отсутствии активной области на его поверхности.//Всерос. астрон. конф. ВАК- 2004 «Горизонты Вселенной», Москва, МГУ, ГАИШ, 3- 10 июня 2004г.: Тез. докл.// Тр./ ГАИШ; Т.75.- 2004.- .- N .- C. 81.
>
12. Шульман Л. М., Іванова О. В. Ефект підсилення сублімації з активної зони на поверхні кометного ядра, що обертається.//Кинемат. и физ. небес. тел.- 2003.- Т.19.- N 6.- C. 514—522.
<
13. Шульман Л. М., Кислюк В. С., Корсунь А. О., Ковальчук Г. У., Перетятко М. М., Переход О. В., Алікаєва К. В., Ненахова К. М. Астрономічний енциклопедичний словник.//Астрономічний енциклопедичний словник/ За загал. ред. І. А. Климишина, А. О. Корсунь.- 2003.- .- N .- C. 548 .
14. Shulman L.M. Modern physical model of cometary nuclei.//Proc. Int. Conf. «Nasiraddin Tusi and Modern Astronomy», Pirculi, Azerbaijan, Oct.4-7,2001.- Baku.- 2002.- .- N .- P. 122—129.
15. Shulman L.M. Activity of distant comets and prospect of its investigation in Azerbaijan.//Proc. Int. Conf. «Nasiraddin Tusi and Modern Astronomy», Pirculi, Azerbaijan, Oct.4-7,2001.- Baku.- 2002.- .- N .- P. 130—135.
16. Shulman L.M. How fast the nucleus of Comet Hale- Bopp was rotating ?.//IAU Colloq. No.186 «Cometary Science After Hale- Bopp», Tenerife, 21-25.01.2002: Programme and Abstr.- 2002.- .- N .- P. XX.
17. Shulman L.M., Kidger M., Serra-Ricart M., Chico-Torres R. How fast the nucleus of Comet Hale- Bopp was rotating ?.//Earth, Moon and Planets.- 2002.- V.90.- N .- P. 109—117.
18. Shulman L.M. Meteor Phenomena on the Outer Planets.//ACM- 2002, Berlin, 29.07- 4.08. 2002: Book of Abstr.- 2002.- .- N .- P. XX.
19. Shulman L.M., Ivanova A.V. A model of an active region on the surface of a cometary nucleus.//IAU Colloq. No.186 « Cometary Science after Hale- Bopp», Puerto de La Cruz, Tenerife, Spain: Abstr. Book.- 2002.- .- N .- P. ХХ.
20. Shulman L.M., Ivanova A.V. A model of an active region on the surface of a cometary nucleus.//Earth, Moon and Planets.- 2002.- V.90.- N .- P. ХХ.
21. Shulman L.M., Ivanova A.V. Heating and gas production of active areas on cometary nuclei.//YSC-9, Kyiv, 23- 27.04.2002.- 2002.- .- N .- P. ХХ.
22. Shulman L.M. Origin of comets.- , 2002.- C. .
23. Shulman L.M., Ivanova A.V. Modellibg the temperature and coefficient of sublimation of cometary active regions.//ACM- 2002, Berlin, 29.07- 4.08. 2002: Book of Abstr.- 2002.- .- N .- C. .
24. Shulman L.M., Ivanova A.V. Effect of enhanced sublimation from local active region of a cometary nucleus.//CAMMAC-2002: Book of Abstr.- 2002.- .- N .- C. .
25. Shulman L.M. Meteor phenomena on the outer planets.//Proc. Int. Conf. «Asteroids, Comets, Meteors 2002» (ACM-2002), Berlin (Germany).- 2002.- .- N .- P. 289—292.
26. Шульман Л. М. Феномен профессора Всехсвятского.//Тр. 4-х Всехсвятских чтений/ Под ред. К. И. Чурюмова.- 2001.- .- N .- C. 15-22.
27. Шульман Л. М. Пам'яті Валентини Петрівни Конопльової (1919—2001).//Астрономічний календар [на] 2002 р.- К.- 2001.- .- N .- C. 216—221.
28. Shulman L.M. Modern physical model of cometary nuclei.//Int. Conf. «Nasiraddin Tusi and Modern Astronomy», Pirkuli, Azerbaijan, Oct.4-7, 2001: Abstr.- 2001.- .- N .- P. 17-18.
29. Shulman L.M. Activity of distant comets and prospect of its investigation in Azerbaijan.//Int. Conf. «Nasiraddin Tusi and Modern Astronomy», Pirkuli, Azerbaijan, Oct.4-7, 2001: Abstr.- 2001.- .- N .- P. 18.
>
30. Шульман Л. М., Борисенко С. А. Сонячна активність в листопаді- грудні 1985 року та її вплив на швидкі варіації інтенсивності в спектральних лініях комети.//Кинемат. и физ. небес. тел.- 2001.- .- N 5.- C. 389—402.
<
31. Шульман Л. М., Борисенко С. А. Применение методов динамической спектроскопии в исследованиях комет.//Тр. Всерос. Астрон. Конф., С.-Петербург, Россия, 2001.- 2001.- .- N .- C. 43.
32. Шульман Л. М., Иванова А. В. Оценка потока сублимата из кратера кометы. Общий подход.//Тр. Всерос. Астрон. Конф., С.-Петербург, Россия, 2001.- 2001.- .- N .- C. ХХ.
33. Shulman L.M. Prof. Vsekhsvyatsky as a phenomenon.//Abstrs. Intern. Astron. Conf. «4th Vsekhsvyatsky Readings. Modern problems of physics and dynamics of the solar system», Kyiv, Oct. 4- 10,2000.- 2000.- .- N .- P. 4 .
34. Shulman L.M. The problem of intrinsic sources of energy in cometary nuclei.//Современные проблемы физики комет, метеоров, метеоритов, астроблем и кратеров: Материалы Междунар. конф. (КАММАК- 99), Винница/ Под ред. К. И. Чурюмова.- Винница: ВПИ.- 2000.- .- N .- C. 198—222.
35. Shulman L.M. The Comet Hale- Bopp nucleus: how fast its the axial rotation was?.//Kinematics Phys. Celest. Bodies, Suppl.- 2000.- .- N 3.- P. 273—276.
36. Shulman L.M., Melenevsky Yu.A. On-board infrared telescope.//Космічна наука і технологія.- 2000.- Т.6.- N 4.- C. 62-63.
>
37. Шульман Л. М., Назарчук Г. К., Борисенко С. А. Варіації в окремих спектральних лініях комети Галлея та дослідження їхніх кореляцій.//Кинемат. и физ. небес. тел.- 2000.- .- N 1.- C. 32-39.
<
38. Shulman L.M. Cometary nuclei model.//Int. Conf. CAMMAC- 99, Vinnitsia: Book of Abstr.- 1999.- .- N .- P. XX.
39. Shulman L.M. A qualitative model of Jet generation in Comet Hale- Bopp at 7 AU.//Abstr. of Int. Conf. «Asteroids, Comets, Meteors 1999» (ACM-1999), Ithaka (USA).- 1999.- .- N .- C. .
40. Shulman L.M. Was a meteor shower into Jupiter before the A- impact of SL9 ?.//Abstr. of Int. Conf. «Asteroids, Comets, Meteors 1999» (ACM-1999), Ithaka (USA).- 1999.- .- N .- C. .
41. Shulman L.M. On analysis of polarimetric data by solving of the inverse problem.//Abstr. of Int. Conf. «Asteroids, Comets, Meteors 1999» (ACM-1999), Ithaka (USA).- 1999.- .- N .- C. .
42. Shulman L.M., Nazarchuk G.K. An emission reflex from Europa before the A- impact.//Сучасні проблеми фізики комет, астероїдів, метеорів, Сонця та Сонячної системи, Київ, 1998.- 1998.- .- N .- C. 83-86.
43. Shulman L.M., Kidger M., Serra-Ricart M., Torres- Chico R. Jet from the Nucleus of Comet Hale- Bopp (1995 O1) at the Heliocentric Distance about 7 AU.//Зб. пам'яті Астаповича.- 1998.- .- N .- C. ХХ.
44. Shulman L.M., Kidger M., Serra-Ricart M., Torres- Chico R. Jet from the Nucleus of Comet Hale-Bopp (1995 O1) at the Heliocentric Distance about 7 AU.//Abstr. 1st Int. Conf. « Comet Hale- Bopp», Puerto de la Cruz, Tenerife, Spain, Febr. 2-5, 1998.- 1998.- .- N .- P. XX.
45. Shulman L.M., Nazarchuk G.K. Spectral syrvey of the Comet Halley during an occultation of a star.//Astron.Nachr.- 1997.- .- N 2318.- P. 35-50.
46. Shulman L.M., Nazarchuk G.K. Meteor and comet features in the spectrum of Europa before the A- impact.//Int. Conf. on Asteroids, Comets and Meteors ACM- 96, Versailles, 1996.- 1996.- .- N .- P. 78.
47. Shulman L.M., Nazarchuk G.K. The variation of monochromatic brightness of Europa before the A- impact.//Eur. SL-9 , Jupiter Workshop, Garching, Febr. 13- 15, 1995: Proc./ Ed. by R.West, H.Boehnhardt.- 1995.- .- N .- P. 101—106.
48. Shulman L.M. Sublimation and condensation of multi- component ices.//Solar System Ices, Toulouse, March 27- 30, 1995: Abstr.- 1995.- .- N .- P. 111.
49. Shulman L.M., Rickman H. On the origin of craters on cometary nuclei.//Solar System Ices, Toulouse, March 27- 30, 1995: Abstr.- 1995.- .- N .- P. 110.
50. Shulman L.M., Nazarchuk G.K. Dynamic spectroscopy of Europa before the A-impact.//Abstr. IAU Colloq. No.156 «The Collision of Comet Shoemaker- Levy 9 and Jupiter», Baltimore, Mariland.- 1995.- .- N .- P. 83.
51. Shulman L.M. Effect of the Solar spectrum on spectra of comets.//BAAS.- 1994.- V.26.- N o.3.- P. 11.
52. Shulman L.M., Nazarchuk G.K. The preliminary results of spectral monitoring of Jupiter and its satellites during the comet impact.//26th Annu. Meeting of DPS. Abstr. of the special SL- 9 sessions, Bethesda, Oct.31- Nov.4, 1994.- 1994.- .- N .- P. 31.
53. Shulman L.M., Rickman H. On the origin of craters on cometary nuclei.//Small Bodies in the Solar System in their Interaction with Planets: Mariehamn Meeting, Aug.8- 12, 1994: Abstr.- 1994.- .- N .- P. XX.
54. Шульман Л. М., Харин А. С., Кузьков В. П. Проект прибора для определения точных положений в ближнем ИК- диапазоне.//Изучение Земли как планеты методами астрометрии, геофизики и геодезии: Тр. III Орловской конф., Одесса, 7-12 сент. 1992 г. — К.: Наук. думка.- 1994.- .- N .- C. 349—353.
55. Shulman L.M. CHON- particles as a possible spread source of molecules in the P/Halley.//Abstr. of IAU Symp. No.160 "Asteroids, Comets, Meteors 1993&quot.- Belgirate, Italy.- 1993.- .- N .- P. 272.
56. Shulman L.M., Kharin A.S., Kuz'kov V.P. Device for Determination of the Precise Positions in Nearby Infrared.//Proc. ESO Conf. on «Progress in Telescope and Instrumentation Technologies», Garching bei Munchen, Germany, 1992.- 1992.- .- N .- P. 697—700.
57. Шульман Л. М., Сизоненко Ю. В., Назарчук Г. К., Коноплева В. П. Астрофизические исследования кометы Галлея и других комет.//Отчет о НИР.- 1990.- .- N Гос. рег. 01.86.00.- C. .
58. Шульман Л. М. Диагностика кометной пыли по поляриметрическим данным.//Кометный циркуляр.- К.: Киев.ун-т.- 1990.- .- N 414.- C. ХХ.
59. Шульман Л. М. Кометы.//Физическая энциклопедия. Т.2.- М.: Сов.энцикл.- 1989.- .- N .- C. ХХ.
60. Шульман Л. М. Ядра комет.- М.:Наука, 1987.- C. ХХ.
61. Шульман Л. М. О несостоятельности модели ядра кометы в виде облака льдистых тел.//Кометный циркуляр.- К.: Киев.ун-т.- 1987.- .- N 366.- C. ХХ.
62. Шульман Л. М. Критика математической модели вспышки блеска кометы, основанной на идее ледяного гало.//Астрон. циркуляр.- 1987.- .- N 1509.- C. ХХ.
63. Шульман Л. М., Кузьков В. П. Фотоприемное устройство со сверхпроводниковым болометром в качестве приемника излучения.//ВИТИ Центр.- 1987.- .- N ГР 01.87.0024862.- C. 6 .
64. Шульман Л. М., Жиляев Б. Е., Назарчук Г. К. Разработка методов и средств и постановка исследований космических объектов в ИК- области спектра.//Отчет о НИР.- 1986.- Инв.№ 0286.0082968.- N 
г.р. 81033578.- C. ХХ.
65. Шульман Л. М., Назарчук Г. К., Липовецкий В. А., Афанасьев В. Л. Спектральные наблюдения кометы Галлея 1982 і на 6- метровом телескопе.//Кометный циркуляр.- К.: Киев.ун-т.- 1986.- .- N 352.- C. .
66. Шульман Л. М. Диссоциативный нагрев газа в околоядерной области кометы.//Мат. 4-й Всесоюз. конф. по изучению комет.- К.: Изд-во КГУ.- 1986.- .- N .- C. .
67. Шульман Л. М., Городецкий Д. И., Бабаджанов П. Б. Советская программа наземных наблюдений кометы Галлея (доперигелийный период).//Информ. Сообщ. СОПРОГ.- 1986.- .- вып.3.- C. .
68. Шульман Л. М., Назарчук Г. К., Коноплева В. П. Исследование физических процессов в ядрах и атмосферах комет.//Отчет о НИР.- 1986.- Инв.№ 0286.0082968.- N 
г.р. 81033580.- C. .
69. Шульман Л. М., Майор С. П., Яцкив Я. С., Назарчук Г. К., Коноплева В. П. Разработать методику и аппаратуру наземных наблюдений кометы Галлея с целью обеспечения потребностей космической миссии ВЕГА.//Отчет о НИР.- 1986.- .- N г.р.01.83.0073650.- C. .
70. Shulman L.M., Nazarchuk G.K., Lipovetskiy V.A., Afanasiev V.L. Comet Halley spectrum observed by the 6- meter telescope.//20th ESLAB Symp. on the Exploration of Halley's Comet.,1986: Abstr./ SP- 250.- 1986.- .- N .- C. .
71. Shulman L.M. Fluidization in surface layers of cometary nuclei.//20th ESLAB Symp. on the Exploration of Halley's Comet.,1986: Abstr./ SP- 250.- 1986.- .- N .- C. .
72. Шульман Л. М. Физическая модель ядра кометы.//Автореф. дис. д-ра физ.-мат. наук.- 1986.- .- N .- C. ХХ.
73. Шульман Л. М., Жиляев Б. Е., Тоточава А. Г. Разработка методов наблюдений и анализа микропеременности звезд.//ВНТИЦ, сб.рефератов НИР. Сер. физ.-мат.наук.- 1985.- .- N гос.рег. 81033577.- C. Х.
>
74. Шульман Л. М. Псевдоожижение в поверхностных слоях комет. ІІ.//Кинемат. и физ. небес. тел.- 1985.- Т.1.- N 5.- C. .
<
75. Шульман Л. М. Физическая модель ядра кометы.//Дис. д-ра физ.-мат.наук.- 1985.- .- N .- C. 519 .
76. Шульман Л. М., Сосонкин М. Г., Святогоров О. А., Романюк Я. О., Лаптев Е. И., Малахов Ю. И., Родригес М. Г., Мечетин А. М., Кузнецов В. Л. Прибор «УКУС» для астрономической фотографии. I. Общее описание.//Астрометрия и астрофизика.- 1984.- .- вып.53.- C. 70-72.
77. Шульман Л. М., Назарчук Г. К. О гелиоцентрической зависимости фотометрического параметра комет.//Кометы и метеоры.- 1984.- .- N 35.- C. .
78. Шульман Л. М., Назарчук Г. К. Эволюция ядра кометы в поле солнечной радиации и ее фотометрическое проявление.//Кометы и метеоры.- 1984.- .- N 35.- C. .
79. Шульман Л. М., Назарчук Г. К. Моделирование эволюции ядра кометы в поле солнечной радиации.//Кометы и метеоры.- 1984.- .- N 35.- C. .
80. Шульман Л. М., Хозов Г. В. Инфракрасные наблюдения кометы Галлея.//Информ. Сообщ. СОПРОГ.- 1984.- .- вып.2, ч.1.- C. .
81. Шульман Л. М. Состав кометных ядер. Космогонический подход.//Препринт ИКИ АН СССР.- 1983.- .- N Пр- 771.- C. .
82. Шульман Л. М., Майор С. П., Яцкив Я. С., Добровольский О. В. Программа наземных наблюдений кометы Галлея в 1983—1987 гг.//Информ.сообщ.- 1982.- .- N 1.- C. 22 .
83. Шульман Л. М. Нейтринная астрономия.//Укр. сов. энцикл.- 2-е изд.- 1982.- Т.7.- N .- C. .
84. Шульман Л. М. Вклад пылинок конденсационного происхождения в интегральный блеск кометы.//Астрометрия и астрофизика.- 1982.- .- N 46.- C. .
85. Шульман Л. М. Псевдоожижение в поверхностных слоях комет. І.//Астрометрия и астрофизика.- 1982.- .- N 47.- C. .
86. Шульман Л. М., Назарчук Г. К. Кластеризация комет на диаграмме фотометрический показатель- гелиоцентрическое расстояние.//Кометный циркуляр.- К.: Киев.ун-т.- 1982.- .- N 290.- C. .
87. Шульман Л. М. Почему в кометных ядрах нет клатратных гидратов метана, аммиака, двуокиси углерода и т.п. веществ?.//Кометный циркуляр.- К.: Киев.ун-т.- 1982.- .- N 290.- C. .
88. Шульман Л. М. Почему в кометных ядрах нет метана, аммиака, двуокиси углерода и т.п. веществ?.//Кометный циркуляр.- К.: Киев.ун-т.- 1982.- .- N 290.- C. .
89. Шульман Л. М. Чем отличались бы друг от друга сконденсировавшиеся и изверженные ядра комет?.//Кометный циркуляр.- К.: Киев.ун-т.- 1982.- .- N 290.- C. .
90. Шульман Л. М., Назарчук Г. К. Кластеризация комет на диаграмме фотометрический показатель- гелиоцентрическое расстояние.//Тез. докл. Всесоюз. конф., Душанбе, Дониш, 1982.- 1982.- .- N .- C. .
91. Шульман Л. М. Почему в кометных ядрах нет метана, аммиака, двуокиси углерода и т.п. веществ?.//Тез. докл. Всесоюз. конф., Душанбе, Дониш, 1982.- 1982.- .- N .- C. .
92. Шульман Л. М. Почему в кометных ядрах нет клатратных гидратов метана, аммиака, двуокиси углерода и т.п. веществ?.//Тез. докл. Всесоюз. конф., Душанбе, Дониш, 1982.- 1982.- .- N .- C. .
93. Шульман Л. М. Чем отличались бы друг от друга сконденсировавшиеся и изверженные ядра комет?.//Тез. докл. Всесоюз. конф., Душанбе, Дониш, 1982.- 1982.- .- N .- C. .
94. Шульман Л. М. Об интерпретации результатов поляриметрии комет.//Тез. докл. Всесоюз. конф., Душанбе, Дониш, 1982.- 1982.- .- N .- C. .
95. Шульман Л. М. Ионно- молекулярные кластеры в ядрах комет.//Препр. ИТФ АН УССР.- 1982.- .- N ИТФ-81- 141Р.- C. .
96. Shulman L.M. A correction to the icy model of cometary nucleus.//Cometary Exploration III: Proc.of the Int.Conf. on Cometary Exploration, Budapest, Hungary, Nov.15-19,1982.- 1982.- .- N .- C. .
97. Shulman L.M. Have cometary nuclei any internal sources of energy?.//Cometary Exploration III: Proc.of the Int.Conf. on Cometary Exploration, Budapest, Hungary, Nov.15-19,1982.- 1982.- .- N .- C. .
98. Shulman L.M. Unorthodox neutral gas models of comets.//Cometary Exploration III: Proc.of the Int.Conf. on Cometary Exploration, Budapest, Hungary, Nov.15-19,1982.- 1982.- .- N .- C. .
99. Шульман Л. М., Кузьков В. П. Исследование дискретных и протяженных источников ИК излучения в окнах атмосферной прозрачности.//Деп.в ВИНИТИ.- 1982.- .- N 0282-1003569.- C. ХХ.
100. Shulman L.M., Zhilyaev B.E., Totochava A.G. Technique of Detection and Analysis of Stellar Microvariability. Part One. Microvariability of XX- Camelopardalis.//AAfz.- 1981.- .- N 43.- P. X.
101. Shulman L.M., Zhilyaev B.E., Totochava A.G., Oshchepkov V.A. Technique of Detection and Analysis of Stellar Microvariability. Part Two. Absorption Features Variations in the Spectrum of XX- Camelopardalis.//AAfz.- 1981.- .- N 43.- P. XX.
102. Шульман Л. М., Жиляев Б. Е., Орлов М. Я. Физические характеристики звезд с пылевыми оболочками.//ВНТИЦ, сб.рефератов НИР. Сер. физ.-мат.наук.- 1981.- .- N гос.рег.76011839,.- C. 130 .
103. Шульман Л. М., Жиляев Б. Е., Орлов М. Я. Исследование дискретных и протяженных источников космического ИК- излучения в окнах атмосферной прозрачности.//ВНТИЦ, сб.рефератов НИР. Сер. физ.-мат.наук.- 1981.- .- N гос.рег. 78052656.- C. Х.
104. Шульман Л. М., Розенбуш В. К., Коноплева В. П. Физические и динамические характеристики комет.//Отчет о НИР.- 1981.- .- N 76011844.- C. XX.
105. Шульман Л. М. Возможна ли альтернативная модель ядра кометы?.//Астрометрия и астрофизика.- 1981.- .- N 44.- C. .
106. Шульман Л. М. Двухслойная модель ядра кометы.//Астрометрия и астрофизика.- 1981.- .- N 45.- C. .
107. Шульман Л. М. Интерпретация данных интегральной фотометрии комет.//Астрометрия и астрофизика.- 1981.- .- N 45.- C. .
108. Shulman L.M. The Contemporary Model of Cometary Nucleus and the Prospects of its Improvement by Space Research.//Adv. Space Res.- 1981.- .- N .- C. .
109. Шульман Л. М., Коноводченко В. А., Кладов Г. К. Исследование дискретных и протяженных источников космического ИК- излучения в окнах атмосферной прозрачности.//Отчет о НИР.- 1981.- Инв.№ 0282.1003569.- N 
г.р. 78052656.- C. 153 .
110. Шульман Л. М. О невозможности образования комет по схеме Литтлтона.//Астрометрия и астрофизика.- 1980.- .- N 40.- C. ХХ.
111. Шульман Л. М., Коноплева В. П. Радиусы ядер 30 короткопериодических комет.//Кометный циркуляр.- К.: Киев.ун-т.- 1980.- .- N 258.- C. ХХ.
112. Шульман Л. М., Коноплева В. П. Радиусы ядер периодических комет (Р> 200 лет).//Кометный циркуляр.- К.: Киев.ун-т.- 1980.- .- N 260.- C. ХХ.
113. Шульман Л. М. Космічний пил.//Українська радянська енциклопедія.- 1980.- Т.5.- N .- C. ХХ.
114. Shulman L.M. A Modern Model of the Cometary Nucleus and Prospects of its Improvement by Space Research.//COSPAR XXIII Plenary Meeting, Budapest, 1980: Abstr.- 1980.- .- N .- P. ХХ.
115. Шульман Л. М., Кузьков В. П., Козийчук С. А., Коноводченко В. А. Фотоприемное устройство.//Авт. Свид-во N919469 c приоритетом от 19. 03.1980// Бюлл. «Открытия, изобретения».- 1983.- N32.- 1980.- .- N .- C. .
116. Шульман Л. М. Программа курса «Физика комет».//В кн.: Программы курсов по астрономии.- К.: Изд-во КГУ.- 1979.- .- N .- C. ХХ.
117. Шульман Л. М. Об ошибочности общепринятого метода разделения вкладов газа и пыли в интегральный блеск кометы.//Кометный циркуляр.- К.: Киев.ун-т.- 1979.- .- N 255.- C. ХХ.
118. Шульман Л. М. Монолитны ли ядра комет?.//Кометный циркуляр.- К.: Киев.ун-т.- 1979.- .- N 256.- C. ХХ.
119. Шульман Л. М. Физические аргументы против литтлтоновской схемы образования комет.//Кометный циркуляр.- К.: Киев.ун-т.- 1978.- .- N 239.- C. ХХ.
120. Шульман Л. М. Молекулы в кометах.//Препринт ИКИ АН СССР.- 1978.- .- N Пр- 458.- C. ХХ.
121. Шульман Л. М., Абранин Э. П., Базелян Л. Л., Гончаров И. Ю., Зиничев В. А. Попытка наблюдения кометы Когоутека (1973 f) на декаметровых волнах.//Астрон. журн.- 1978.- Т.55.- N 1.- C. ХХ.
122. Шульман Л. М. Подтверждение к алгоритму 66 б.//В кн.: Агеев М. И., Алик В. П., Марков Ю. И. «Библиотека алгоритмов 101б- 150б».- М.: Сов. радио.- 1978.- .- N .- C. ХХ.
123. Шульман Л. М., Жиляев Б. Е. Изменение энергии при фрагментации коллапсирующего облака. Явление гравитационного взрыва.//Сб. " Ранние стадии эволюции звезд " .- К.:Наук.думка.- 1977.- .- N .- C. Х.
124. Шульман Л. М., Назарчук Г. К., Коноплева В. П. Поверхностная фотометрия комет.- К.:Наук. думка, 1977.- C. ХХ.
125. Шульман Л. М. К теории пристеночного слоя кометных ядер.//Астрометрия и астрофизика.- 1977.- .- N 32.- C. ХХ.
126. Шульман Л. М., Назарчук Г. К., Костюкевич В. И. Положение зенита полярного сияния над бухтой Тикси по фотографическим наблюдениям 22.02.1973.//Исследования по геомагнетизму, аэрономии и физике Солнца.- 1977.- .- вып.43.- C. ХХ.
127. Шульман Л. М., Назарчук Г. К. Вариации положения зенита полярного сияния по наблюдениям в Тикси 22 февраля 1973 г.//Исследования по геомагнетизму, аэрономии и физике Солнца.- 1977.- .- вып.43.- C. ХХ.
128. Шульман Л. М., Розенбуш В. К., Коноплева В. П. Определение эффективных ускорений в кометных хвостах ІІ типа.//Астрометрия и астрофизика.- 1975.- .- вып.27.- C. 59-66.
129. Shulman L.M. Circumstellar dust shells.//Variable Stars and Stellar Evolution: Proc. IAU Symp. No.62, 1975.- 1975.- .- N .- P. ХХ.
130. Шульман Л. М. Околозвездные пылевые оболочки.//Переменные звезды.- 1975.- .- N 19.- C. ХХ.
131. Шульман Л. М., Коноплева В. П. Физические процессы в кометах.//Отчет о НИР.- 1975.- .- N гос.рег. 71019116.- C. ХХ.
132. Шульман Л. М. Диагностика кометных пылинок по собственному инфракрасному излучению.//Астрометрия и астрофизика.- 1974.- .- N 23.- C. ХХ.
133. Шульман Л. М. К теории вспышек блеска комет.//Астрометрия и астрофизика.- 1974.- .- N 24.- C. ХХ.
134. Шульман Л. М., Жиляев Б. Е., Редкобородый Ю. Н. Тепловая неустойчивость лучисто-конвективной оболочки звезды над слоевым источником энергии.//Астрометрия и астрофизика.- 1973.- .- вып.22.- C. Х.
135. Шульман Л. М., Жиляев Б. Е., Редкобородый Ю. Н. Равновесное состояние вещества в звездах со слоевым источником энергии.//Астрометрия и астрофизика.- 1973.- .- вып.22.- C. ХХ.
136. Шульман Л. М. Динамика нейтрального вещества в околоядерной области кометы.//Автореф. дис. канд. физ.-мат. наук.- Изд-во Тартуского ун-та, 1972.- .- N .- C. .
137. Шульман Л. М. Динамика нейтрального вещества в околоядерной области кометы.//Астрометрия и астрофизика.- 1972.- .- N 9.- C. .
138. Shulman L.M. Evolution of Cometary Nuclei.//Motion, Evolution of Orbits, and Origin of Comets: Proc. of IAU Symp. No.45, 1972.- 1972.- .- N .- C. .
139. Shulman L.M. Chemical Composition of Cometary Nuclei.//Motion, Evolution of Orbits, and Origin of Comets: Proc. of IAU Symp. No.45, 1972.- 1972.- .- N .- C. .
140. Shulman L.M., Konopleva V.P. On the Sizes of Cometary Nuclei.//Motion, Evolution of Orbits, and Origin of Comets: Proc. of IAU Symp. No.45, 1972.- 1972.- .- N .- C. .
141. Шульман Л. М. Динамика кометных атмосфер. Нейтральный газ.- , 1972.- C. .
142. Шульман Л. М., Мороженко А. В., Коноплева В. П. Исследование солнечной активности..//Отчет о НИР.- 1971.- .- N .- C. .
143. Shulman L.M., Zhilyaev B.E., Porfiriev V.V. Toroidal Stages in Stellar Evolution.//Nature.- 1970.- V.222.- N 8850.- C. .
144. Шульман Л. М., Жиляев Б. Е., Порфирьев В. В. Двухсвязные конфигурации в звездной эволюции.//Науч. информ. Астросовета АН СССР.- 1970.- № 16.- N .- C. Х.
145. Шульман Л. М. Движение нейтрального вещества в атмосфере кометы.//Астрометрия и астрофизика.- 1970.- .- вып.11.- C. .
146. Шульман Л. М. Распределение плотности нейтрального вещества в атмосфере кометы.//Астрометрия и астрофизика.- 1970.- .- вып.11.- C. .
147. Шульман Л. М. Характер полидисперсности кометной пыли.//Сб. Проблемы космической физики.- К.:КГУ.- 1970.- .- N 5.- C. .
148. Шульман Л. М. Эволюция кометных ядер.//Материалы Симпоз. МАС No.45, 1970.- Ленинград: Изд-во ИТА АН СССР.- 1970.- .- N .- C. .
149. Шульман Л. М. Химический состав кометных ядер.//Материалы Симпоз. МАС No.45, 1970.- Ленинград: Изд-во ИТА АН СССР.- 1970.- .- N .- C. .
150. Шульман Л. М., Коноплева В. П. О размере кометных ядер.//Материалы Симпоз. МАС No.45, 1970.- Ленинград: Изд-во ИТА АН СССР.- 1970.- .- N .- C. .
151. Шульман Л. М., Коноплева В. П. Возраст комет Понса- Виннеке и Туттля.//Материалы Симпоз. МАС No.45, 1970.- Ленинград: Изд-во ИТА АН СССР.- 1970.- .- N .- C. .
152. Шульман Л. М., Жиляев Б. Е., Порфирьев В. В. К теории группового рождения звезд.//Астрометрия и астрофизика.- 1969.- .- вып.9.- C. Х.
153. Шульман Л. М., Назарчук Г. К., Кистяковский А. Б., Смогоржевский Л. А. Солнечная навигация птиц.//Вестник зоологии.- 1969.- .- N 6.- C. .
154. Шульман Л. М. Синтез параметров блеска неправильной переменной звезды.//Астрометрия и астрофизика.- 1969.- .- вып.8.- C. .
155. Шульман Л. М. Физические условия в пристеночном слое кометного ядра.//Астрометрия и астрофизика.- 1968.- .- N 4.- C. ХХ.
156. Шульман Л. М. Газодинамика околоядерной области кометы.//Астрометрия и астрофизика.- 1968.- .- N 4.- C. ХХ.
157. Шульман Л. М., Назарчук Г. К. Диффузионная модель хвоста кометы.//Мат. 4-й Всесоюз. конф. по изучению комет.- К.: Изд-во КГУ.- 1968.- .- N .- C. ХХ.
158. Шульман Л. М., Назарчук Г. К. Диффузионная модель хвоста кометы.//Сб. Проблемы космической физики.- К.:КГУ.- 1968.- .- N 3.- C. ХХ.
159. Шульман Л. М., Назарчук Г. К. Динамика нейтрального вещества в кометах.//Мат. 4-й Всесоюз. конф. по изучению комет.- К.: Изд-во КГУ.- 1968.- .- N .- C. ХХ.
160. Шульман Л. М. Поведение малых возмущений в плазме с объемными источниками энергии.//Вопросы астрофизики.- К.: Наук. думка.- 1967.- .- N .- C. ХХ.
161. Шульман Л. М. О поглощении акустической энергии в верхней атмосфере Солнца.//Вопросы астрофизики.- К.: Наук. думка.- 1967.- .- N .- C. ХХ.
162. Шульман Л. М. Некоторые задачи физики комет.//Активные процессы в кометах.- К.: Наук.думка.- 1967.- .- N .- C. ХХ.
163. Шульман Л. М. Влияние диссипации на равновесие плазмы в магнитном поле.//Вопросы астрофизики.- К.: Наук. думка.- 1966.- .- N .- C. ХХ.
164. Шульман Л. М. О выборе предвспышечной конфигурации плазмы.//Вопросы астрофизики.- К.: Наук. думка.- 1966.- .- N .- C. ХХ.
165. Шульман Л. М., Шербаум Л. М. Орбіти метеорів, що спостерігалися на АО КДУ у 1959—1961 рр.//Вісник КДУ.- 1965.- .- N 7.- C. ХХ.
166. Шульман Л. М., Кривуца Ю. Н., Кручиненко В. Г. Определение радиантов, высот и скоростей метеоров, наблюдавшихся в Киеве в 1959 г.//Сб. Материалы МГГ.- 1964.- .- N 6.- C. ХХ.
167. Шульман Л. М., Бенюх В. А., Деменко А. А. Фотографічні спостереження метеорів на АО КДУ у 1960—1961 р.//Вісник Київського ун-ту. Сер. «Астрономія».- 1964.- .- N 6.- C. ХХ.
168. Шульман Л. М. Применение прямоугольных координат в фотографической астрометрии.//Вопросы астрометрии.- 1964.- .- N .- C. ХХ.
169. Шульман Л. М. Вынужденные нелинейные волны в плазме.//Физика межзвездной среды.- К.: Наук.думка.- 1964.- .- N .- C. ХХ.
170. Шульман Л. М. Неустойчивость токового слоя в неоднородно намагниченной плазме.//Вопросы космогонии.- 1964.- .- N т. Х.- C. ХХ.
171. Шульман Л. М. Новый метод повышения разрешающей способности радиотелескопов.- , 1962.- C. ХХ.
172. Шульман Л. М. О второй гармонике в спектре спорадического радиоизлучения Солнца.//Прогр. и тез. докл. на Всеукр. совещ. геофиз. и астрон., Киев,5- 9 апреля 1962г.- 1962.- .- N .- C. ХХ.
173. Шульман Л. М. О натрии в верхней атмосфере Земли.//Прогр. и тез. докл. на Всеукр. совещ. геофиз. и астрон., Киев,5- 9 апреля 1962г.- 1962.- .- N .- C. ХХ.
174. Шульман Л. М. О натрии в верхней атмосфере Земли.//Сб. работ. КГУ по МГГ.- 1962.- .- N 3.- C. ХХ.
175. Шульман Л. М. Про одну можливість підвищення роздільної здатності радіотелескопів.//Вісник Київського ун-ту. Сер. астрон., фіз., хім.- 1961.- .- N в.2.- C. ХХ.

## Публіцистика
- Відтінки помаранчевого кольору або чому змовкла «Чесна хвиля». Стаття Л. М. Шульмана на порталі maidan.org.ua
- Борги доводиться повертати. Стаття Л. М. Шульмана на порталі maidan.org.ua[недоступне посилання з травня 2019]